# Bab el-Gasous
La tombe Bab el-Gasous (arabe : باب الجسس, « Porte des Prêtres »), située à Deir el-Bahari et découverte en 1891, est considérée comme la « Seconde cache » ou la « Cache des prêtres » car elle contenait de nombreuses momies de la XXIe dynastie.

## Fouilles
La tombe a été fouillée par les égyptologues français Eugène Grébaut et Georges Daressy, en collaboration avec Urbain Bouriant et Ahmed Kamal, sous la direction de Mohamed Ahmed Abd al-Rassoul, qui avait également révélé l'emplacement de la Cache royale en 1881. L'entrée de la tombe se trouvait sur la zone plane, juste à l'extérieur du mur d'enceinte, devant le temple funéraire d'Hatchepsout. Cette découverte fut importante pour l'égyptologie, notamment en matière de religion, de momification et d'études des cercueils. Il s'agit de la plus grande tombe intacte jamais découverte en Égypte. Bien qu'appartenant aux tombes thébaines, cette tombe n'a jamais reçu de numéro de série.

## Contenu
La tombe contenait : 
- deux-cent-cinquante-quatre cercueils richement décorés (cent-un ensembles doubles), soit un total de cent-cinquante-trois ensembles de cercueils (fabriqués presque exclusivement avec du bois de figuier indigène, le figuier sycomore[5]),
- cent-dix boîtes à ouchebtis,
- soixante-dix-sept statuettes osiriennes en bois (la plupart creuses et contenant un papyrus),
- huit stèles en bois,
- deux grandes statues en bois (Isis et Nephtys),
- seize paniers canopes en roseau,
- cinq paniers ronds en roseau tressé,
- une natte,
- dix paniers de roseaux,
- deux éventails,
- cinq paires de sandales,
- onze paniers de nourriture (viande, fruits, etc.),
- six paniers de guirlandes florales,
- cinq grands vases,
- cinq pots,
- une boîte avec des mains en bois et des barbes divines arrachées à des cercueils.

Parmi les défunts, il y a :
- les enfants du grand prêtre d'Amon Menkhéperrê dont sa fille Gaoutsechen,
- les enfants du grand prêtre d'Amon Pinedjem II,
- Tjanefer (en), époux de Gaoutsechen.

## Dispersion du contenu
En 1893, le khédive Abbas II Hilmi d'Égypte offrit des groupes d'objets de la tombe à seize pays, en guise de cadeaux pour son accession au trône. Aujourd'hui, son contenu est réparti dans trente musées à travers le monde. En raison de cette dispersion, ces objets ont reçu peu d'attention de la part des chercheurs. À l'occasion du 125e anniversaire de la découverte, le Centre d'études classiques et humanistes de l'université de Coimbra a lancé le projet « Porte des Prêtres », en collaboration avec l'université de Leyde, le Musée national des antiquités de Leyde, les Musées du Vatican et l'UCLA, afin de reconstituer la collection originale de Bab el-Gasous. Une nouvelle exposition d'objets de Bab el-Gasous a été inaugurée au Musée égyptien du Caire en 2021, suite au déménagement de la Cache royale,.
| Lot  | Lieu                  | Lieu | Ensembles de cercueils (Daressy, 1907) | Ensembles de cercueils (Daressy, 1907) | Image | Ref        |
| Lot  | Pays                  | Musée | Nombre                                 | Noms                                   | Image | Ref        |
| ---- | --------------------- | --- | -------------------------------------- | -------------------------------------- | ----- | ---------- |
| I    | France                | Louvre, Musée Bargoin, Château de Boulogne-sur-Mer, Musée de Picardie, Musée d'archéologie méditerranéenne                                   | 5                                      |                                        |       | [ note 1 ] |
| II   | Autriche              | Musée d'Histoire de l'art de Vienne | 5                                      |                                        |       | [ 9 ]      |
| III  | Turquie               | Musée archéologique d'Istanbul | 4                                      |                                        |       | [ 9 ]      |
| IV   | Royaume-Uni           | British Museum | 5                                      |                                        |       | [ 9 ]      |
| V    | Italie                | Musée archéologique national (Florence) | 6                                      |                                        |       | [ note 2 ] |
| VI   | Russie                | Multiples, dont Musée des Beaux-Arts Pouchkine (Moscou), Musée d'État des Beaux-Arts du Tatarstan (Kazan) et Musée régional d'art d'Irkoutsk | 4                                      |                                        |       | [ note 3 ] |
| VII  | Allemagne             | Musée égyptien de Berlin | 4                                      |                                        |       | [ 9 ]      |
| VIII | Portugal              | Société géographique de Lisbonne (en) | 4                                      |                                        |       | [ 9 ]      |
| IX   | Suisse                | Kunstmuseum Appenzell (de), Musée d'Art et d'Histoire de Genève, Musée d'ethnographie de Neuchâtel, Musée d'histoire de Berne                | 4                                      |                                        |       | [ note 4 ] |
| X    | États-Unis d'Amérique | Musée national d'histoire naturelle des États-Unis, Musée national d'Anthropologie de Mexico (en prêt)                                       | 4                                      |                                        |       | [ 9 ]      |
| XI   | Pays-Bas              | Rijksmuseum van Oudheden | 4                                      |                                        |       | [ 10 ]     |
| XII  | Grèce                 | Musée national archéologique d'Athènes | 4                                      |                                        |       | [ 9 ]      |
| XIII | Espagne               | Musée archéologique national de Madrid | 4                                      |                                        |       | [ note 5 ] |
| XIV  | Suède et Norvège      | Medelhavsmuseet (en) (Stockholm), Victoriamuseet för egyptiska fornsaker (sv) (Uppsala) et Musée d'histoire culturelle d'Oslo                | 4                                      |                                        |       | [ 11 ]     |
| XV   | Belgique              | Musée Art et Histoire, Bruxelles | 4                                      |                                        |       | [ 9 ]      |
| XVI  | Danemark              | Musée national du Danemark | 4                                      |                                        |       | [ 9 ]      |
| XVII | Vatican               | Musées du Vatican : Musée grégorien égyptien                                                                                                 | 2                                      |                                        |       | [ 9 ]      |

### Musée du Caire

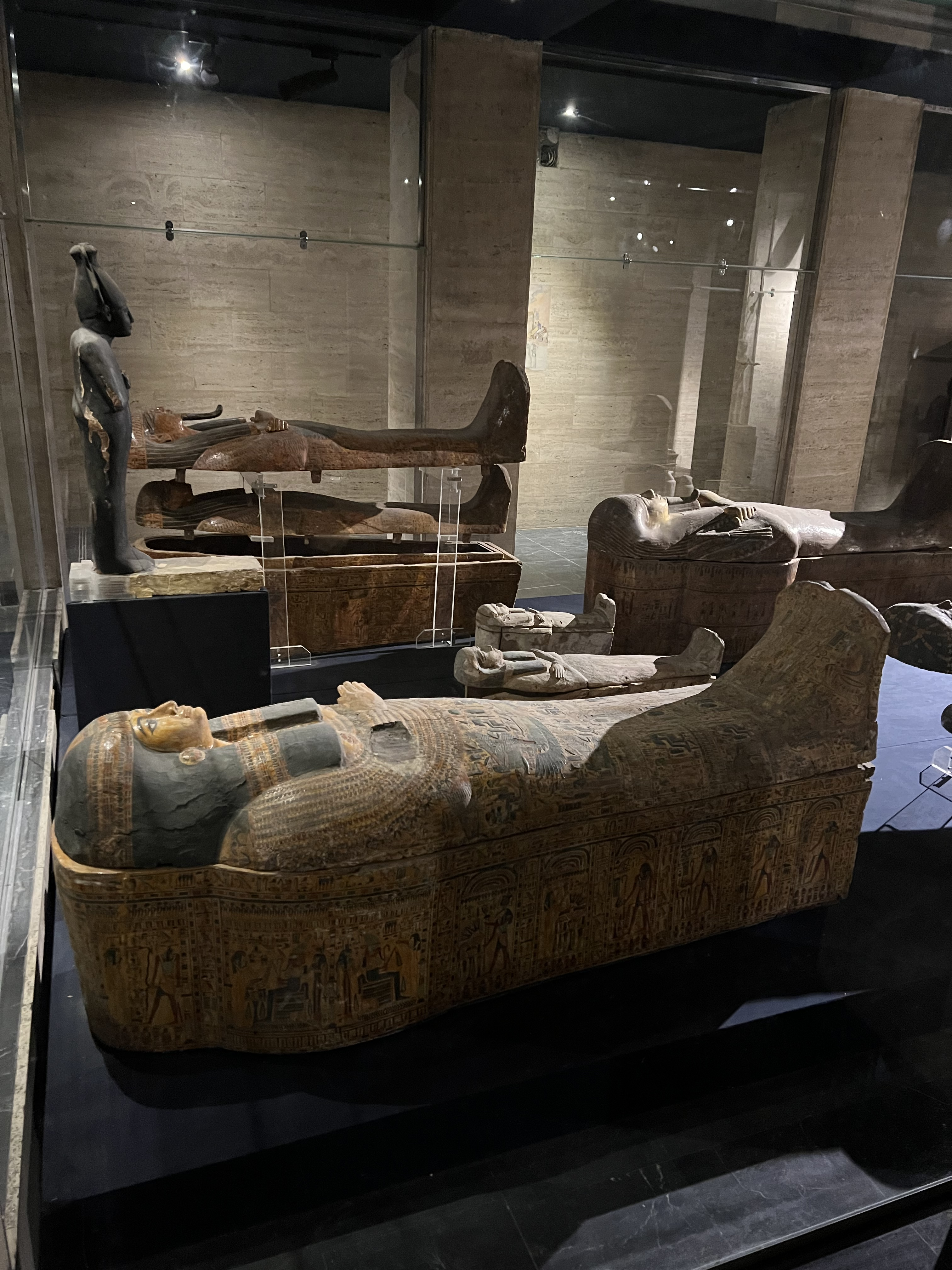
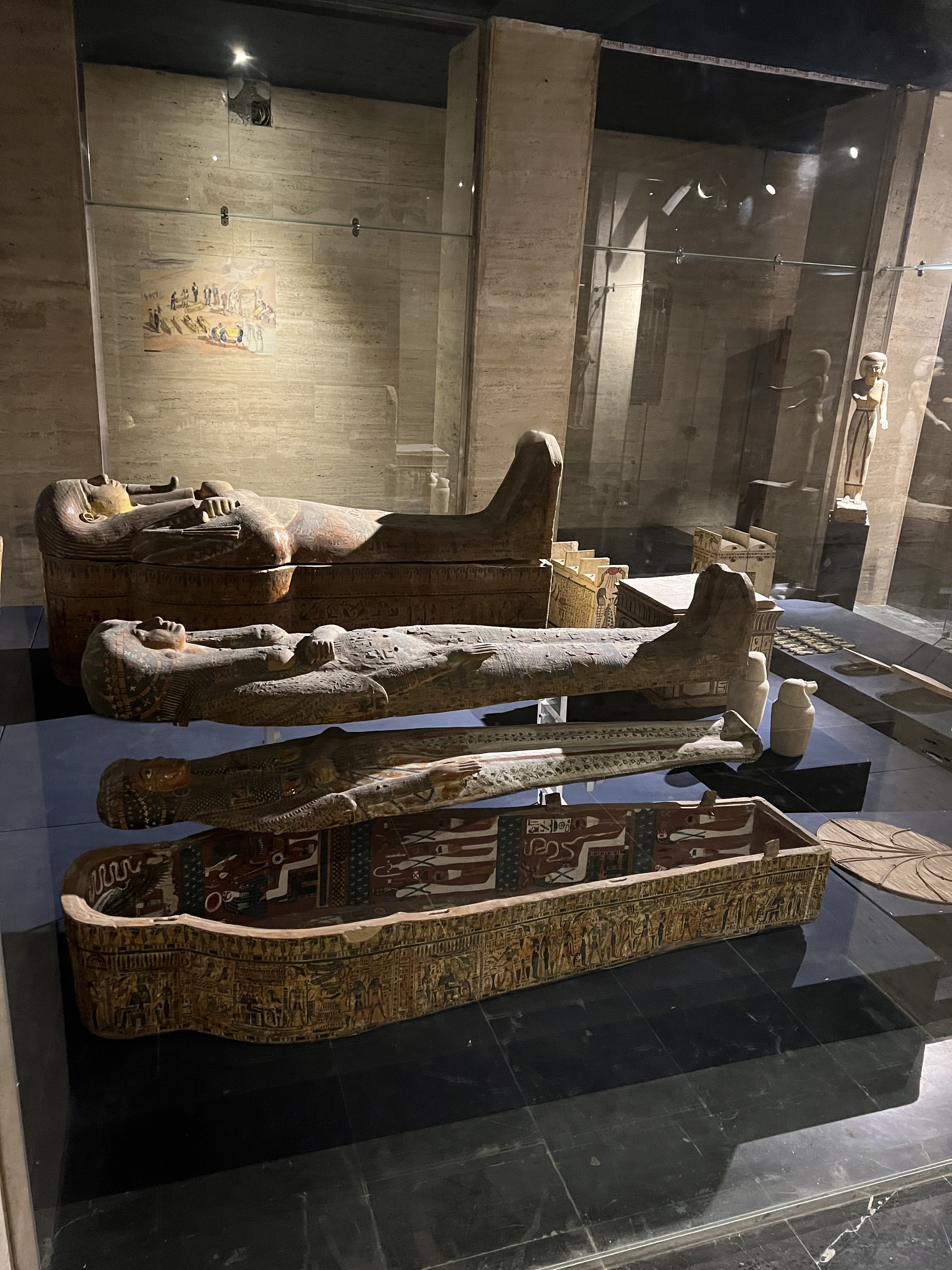
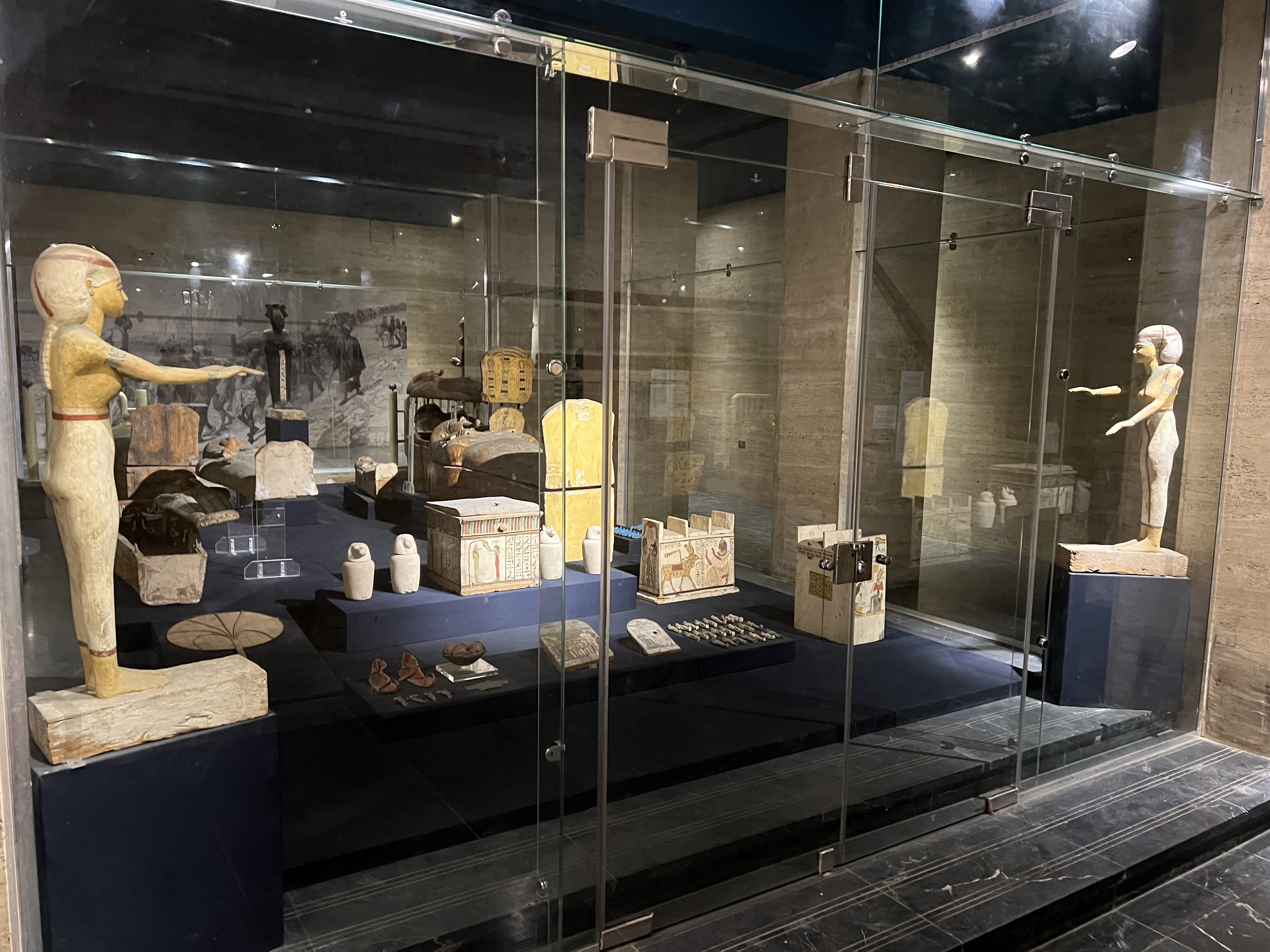
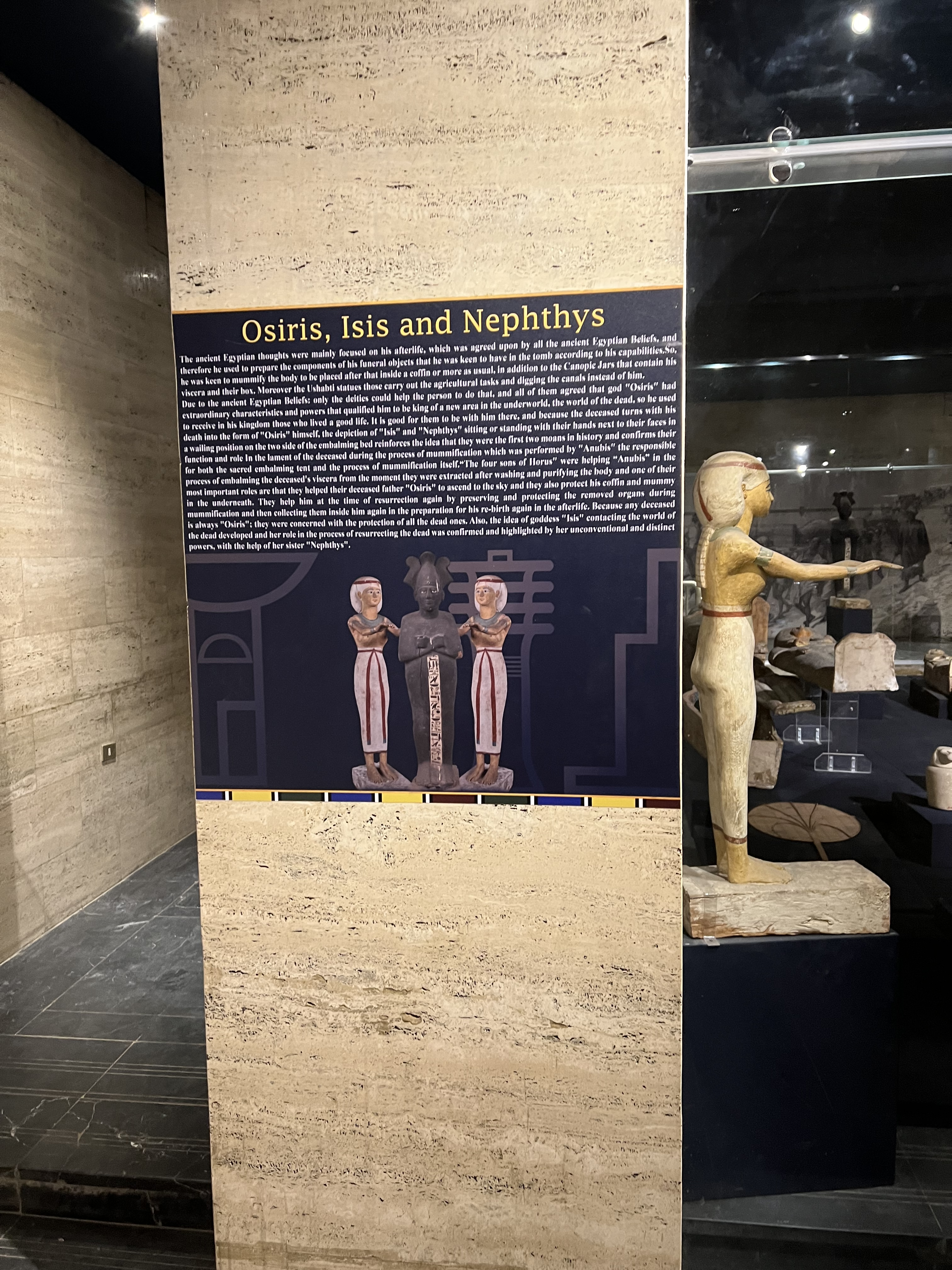
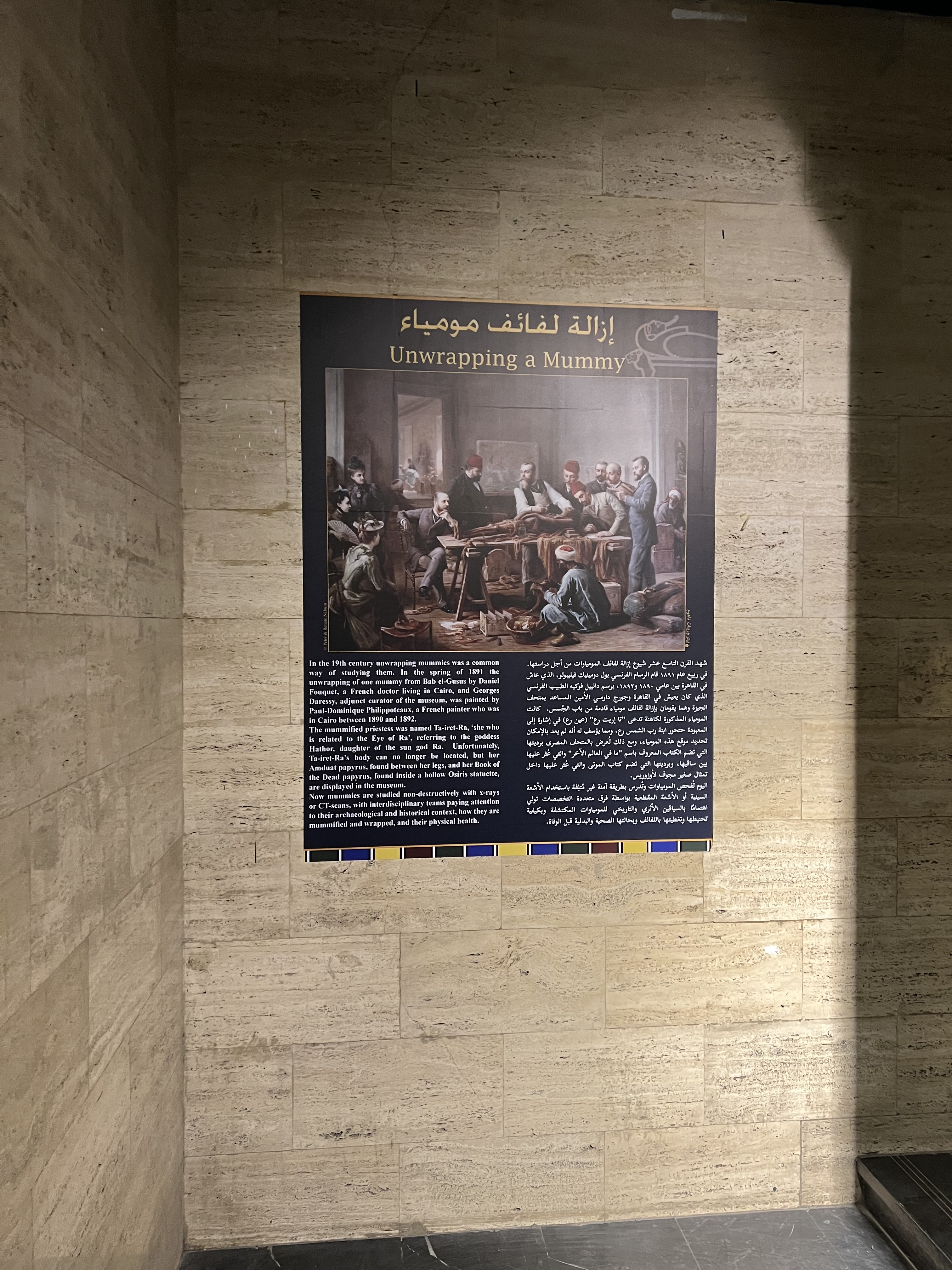
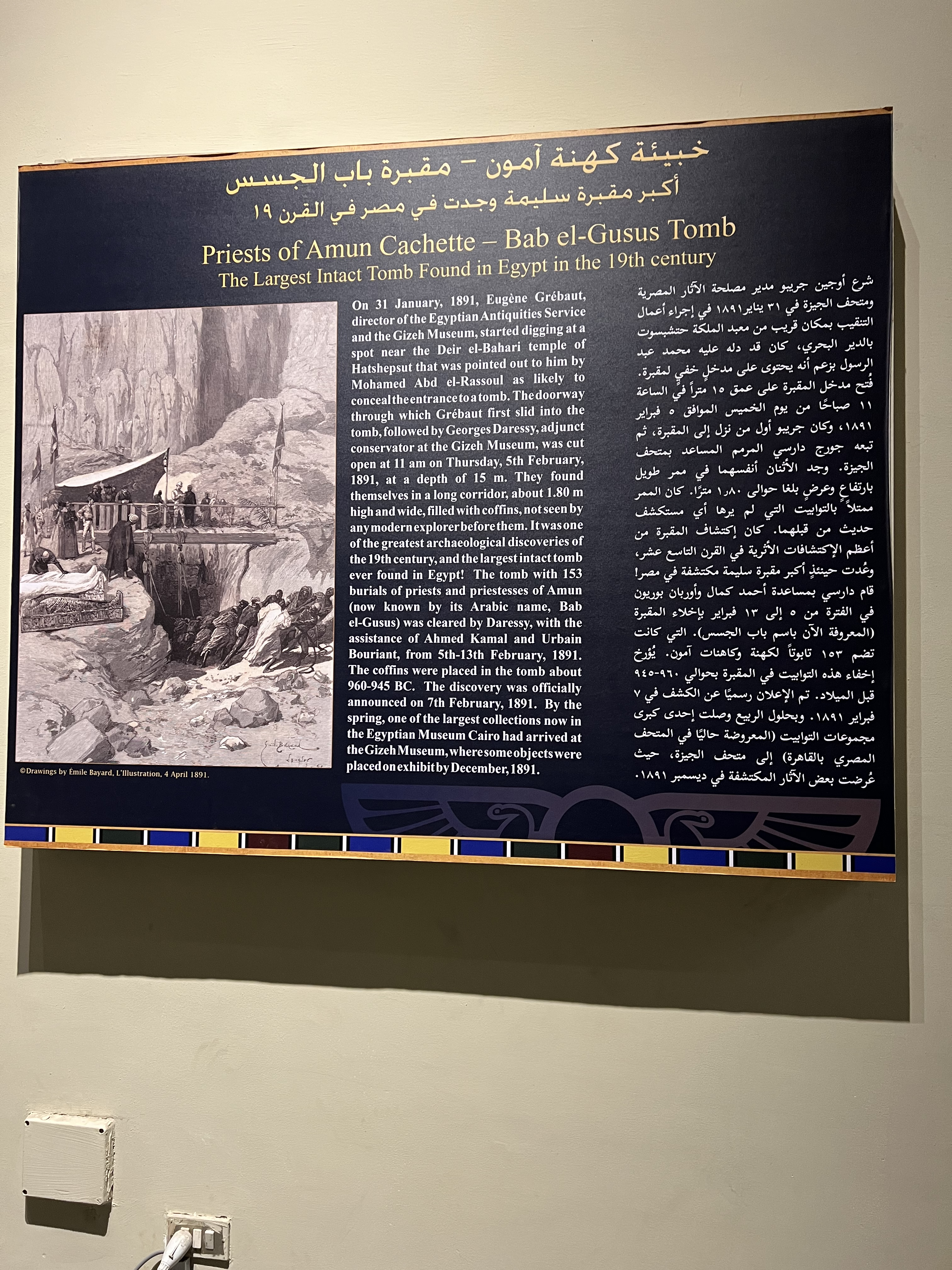

## Galerie

### Découverte initiale

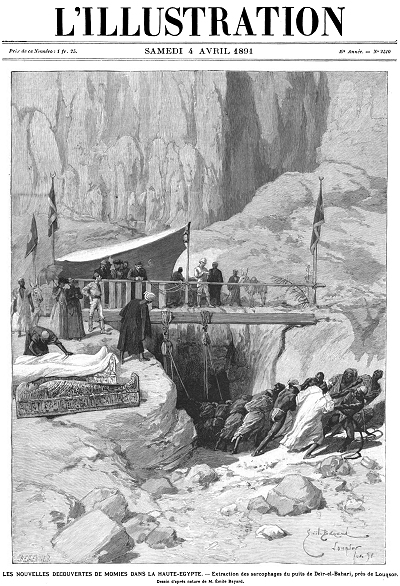
Croquis d'Émile Bayard en Une de L'Illustration le 4 avril 1891
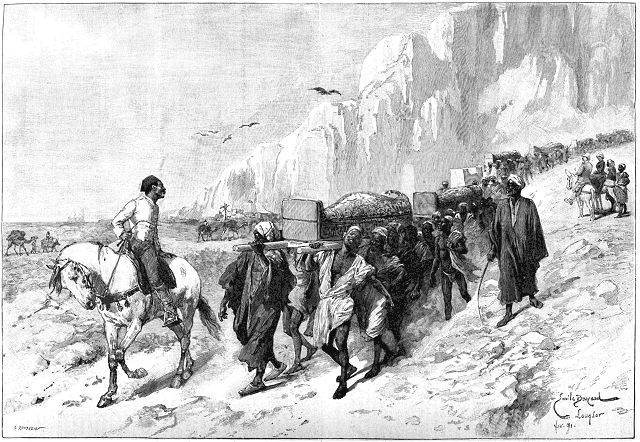
Croquis d'Émile Bayard sur l'article de L'Illustration le 4 avril 1891
Examen d'une momie - Une prêtresse d'Ammon de Paul Philippoteaux
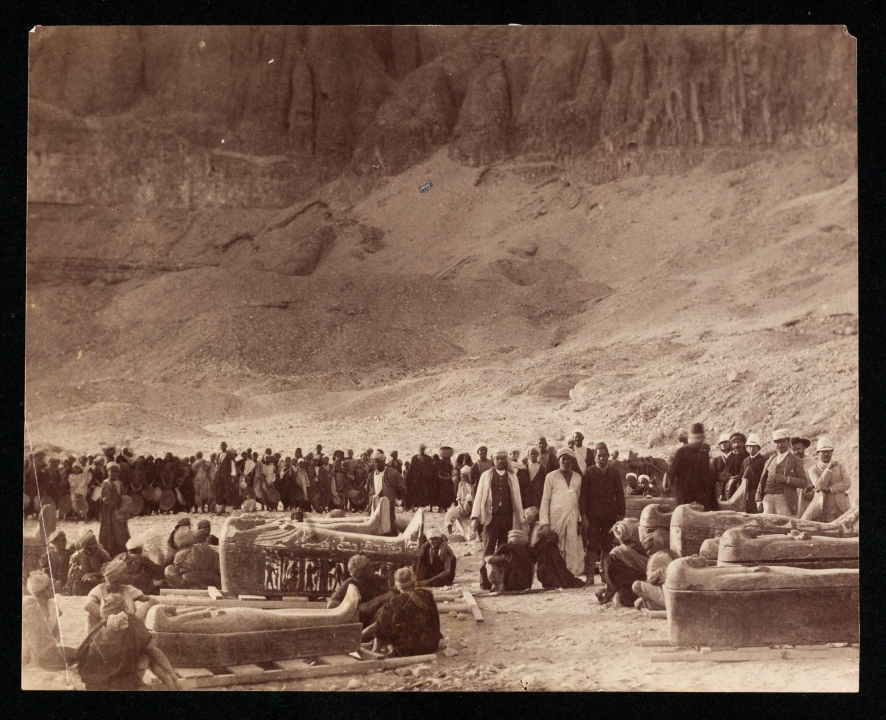
Photographie de l'excavation, le 5 février 1891
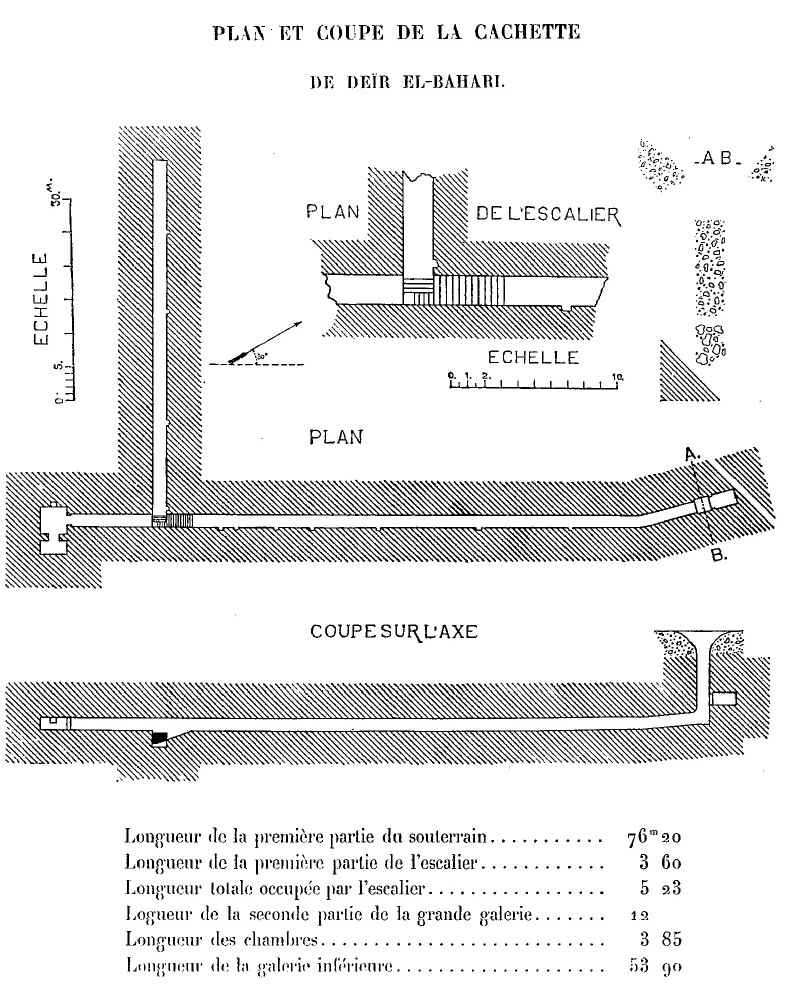
Plan de la tombe dans la publication de Daressy de 1900
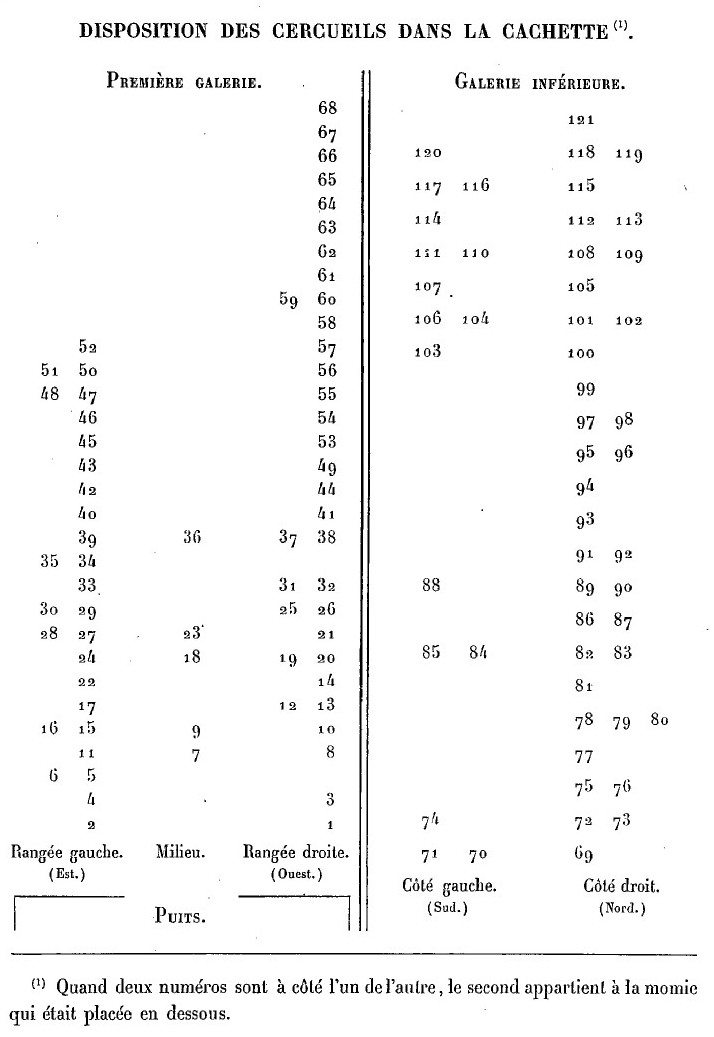
Première liste des cercueils de la tombe dans la publication de Daressy de 1900
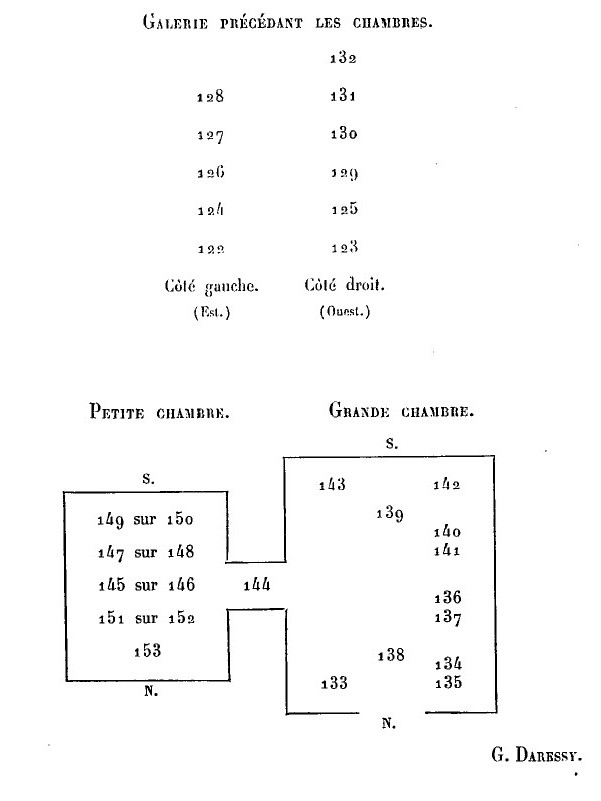
Seconde liste des cercueils de la tombe dans la publication de Daressy de 1900
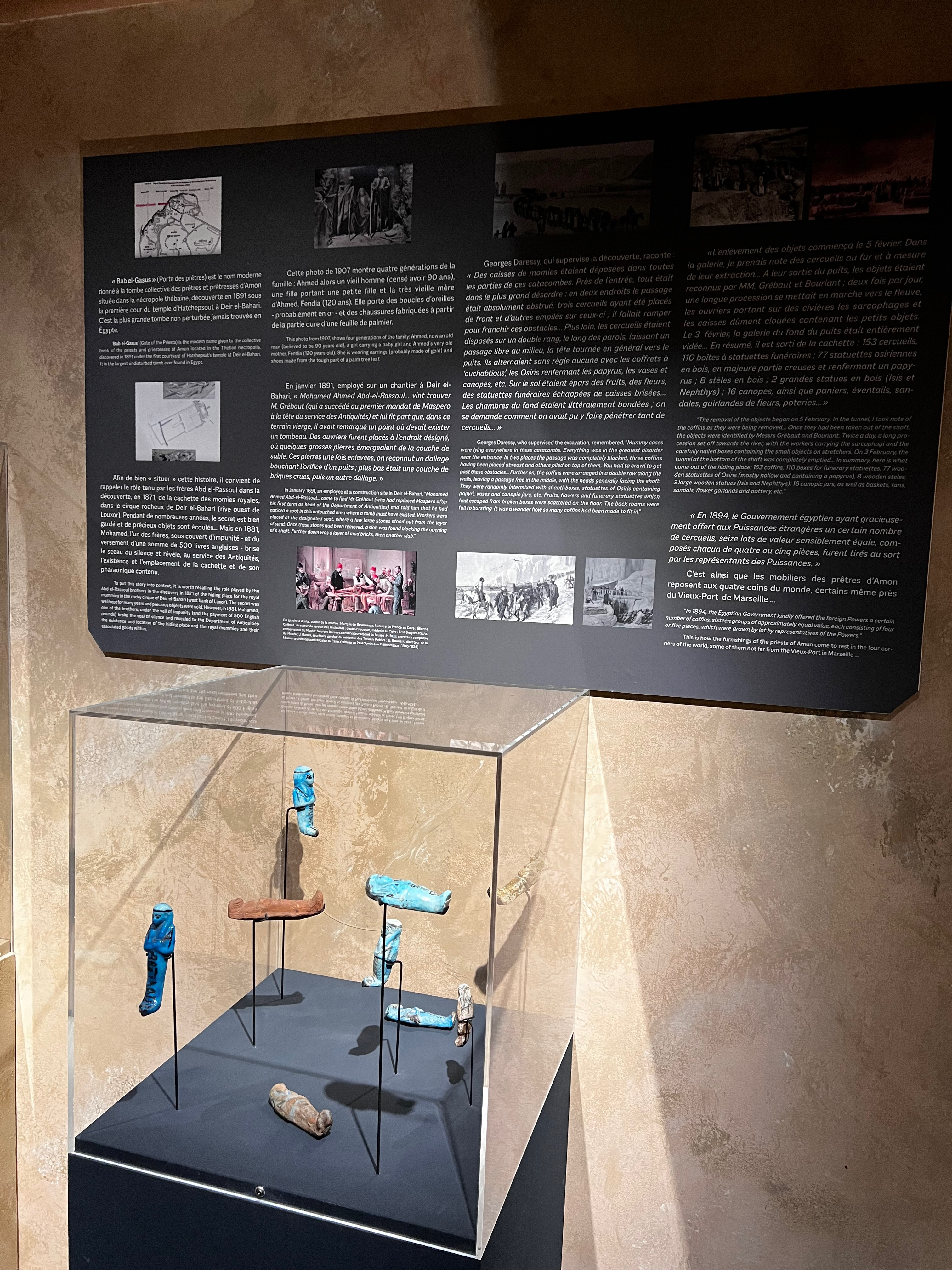
L'histoire de la tombe et de sa découverte au Musée d'archéologie méditerranéenne, Marseille